# Rivière aux Rosiers
Rivière aux Rosiers är ett vattendrag i Kanada.   Det ligger i provinsen Québec, i den östra delen av landet, 700 km nordost om huvudstaden Ottawa.
I omgivningarna runt Rivière aux Rosiers växer i huvudsak blandskog. Runt Rivière aux Rosiers är det mycket glesbefolkat, med 7 invånare per kvadratkilometer.